# پارادا (کورشوملییا)
پارادا (به صربی: Parada) یک منطقهٔ مسکونی در صربستان است که در کورشوملیا واقع شده‌است. پارادا ۱۶ نفر جمعیت دارد.